# 豊津町 (吹田市)
豊津町（とよつちょう）は、大阪府吹田市にある町丁。丁番を持たない単独町名であり、住居表示実施済み地域。郵便番号は564-0051。

## 地理
東・北は江坂町、西は小曽根、南は江の木町と隣接している。

## 交通

### 鉄道
- M 北大阪急行南北線
  - (豊中市東寺内町)-江坂駅
- Osaka Metro御堂筋線
  - 江坂駅-(大阪市淀川区東三国)

なお、阪急千里線豊津駅は垂水町にある。

### 道路
- 名神高速道路

## 校区
2025年（令和7年）6月現在、市立の小中学校に通う場合、校区は以下の通り。
| 区域 | 小学校         | 中学校       |
| ---- | -------------- | ------------ |
| 全域 | 豊津第二小学校 | 豊津西中学校 |

## 施設
- 江坂駅
- 豊津公園
- 豊津西中学校
- 吹田市稲荷神社